# Communauté d'agglomération Grand Roanne Agglomération
La communauté d'agglomération Grand Roanne Agglomération est une ancienne communauté d'agglomération française, située dans le département de la Loire en région Rhône-Alpes, qui a existé de 1994 à 2012.

## Historique
Elle est créée par arrêté préfectoral du 27 décembre 1993 et entre en vigueur le 1er janvier 1994 avec six communes. 
Le 1er janvier 2013, elle fusionne avec les communautés de communes du Pays de la Pacaudière, de la Côte roannaise, de l'Ouest roannais et du Pays de Perreux pour former la communauté d'agglomération Roannais Agglomération, qui intègre également la commune de Saint-Alban-les-Eaux.

## Composition
L'agglomération était composée des six communes suivantes :
| Nom             | Code Insee | Gentilé      | Superficie (km2) | Population (dernière pop. légale) | Densité (hab./km2) |
| --------------- | ---------- | ------------ | ---------------- | --------------------------------- | ------------------ |
| Roanne (siège)  | 42187      | Roannais     | 16,12            | 35 200 (2014)                     | 2 184              |
| Commelle-Vernay | 42069      | Commellois   | 12,41            | 2 838 (2014)                      | 229                |
| Le Coteau       | 42071      | Costellois   | 4,89             | 6 797 (2014)                      | 1 390              |
| Mably           | 42127      | Mablyrots    | 32,80            | 7 678 (2014)                      | 234                |
| Riorges         | 42184      | Riorgeois    | 15,51            | 10 741 (2014)                     | 693                |
| Villerest       | 42332      | Villerestois | 14,82            | 4 739 (2014)                      | 320                |

Elle était la communauté d'agglomération la plus densément peuplée de la Loire. Par anachronisme le maximum démographique atteint dans les limites territoriales actuelles est de 83 210 habitants en 1975.

## Administration

### Présidents
| Période                                  | Période          | Identité         | Étiquette | Qualité                        |
| ---------------------------------------- | ---------------- | ---------------- | --------- | ------------------------------ |
| Les données manquantes sont à compléter. |                  |                  |           |                                |
| 18 mars 2001                             | 18 avril 2008    | Yves Nicolin     | UMP       | Maire de Roanne                |
| 18 avril 2008                            | 31 décembre 2012 | Christian Avocat | PS        | Conseiller municipal de Roanne |

## Sources